# Bazan
Bazan (hebrejsky: בז"ן, Bazan, plným jménem Oil Refineries, בתי זיקוק לנפט, Batej Zikuk le-Neft, zkratka ORL) je izraelská firma.

## Popis

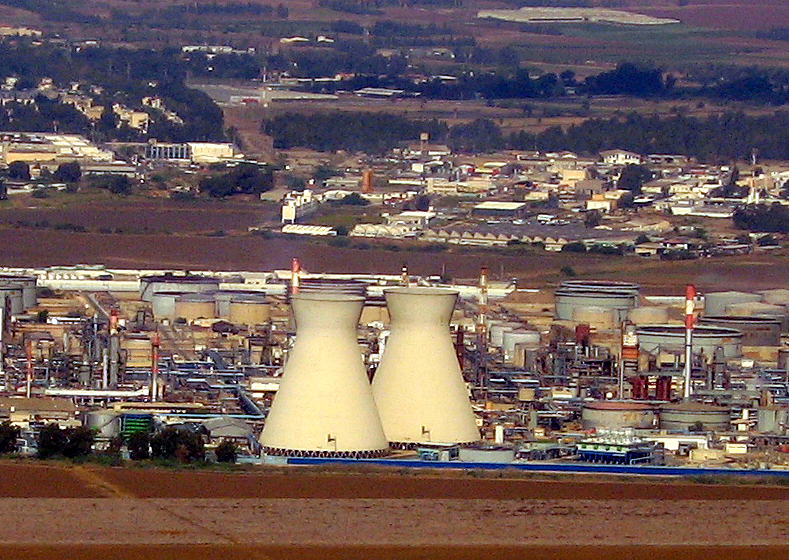
Celkový pohled na areál Haifské rafinérie

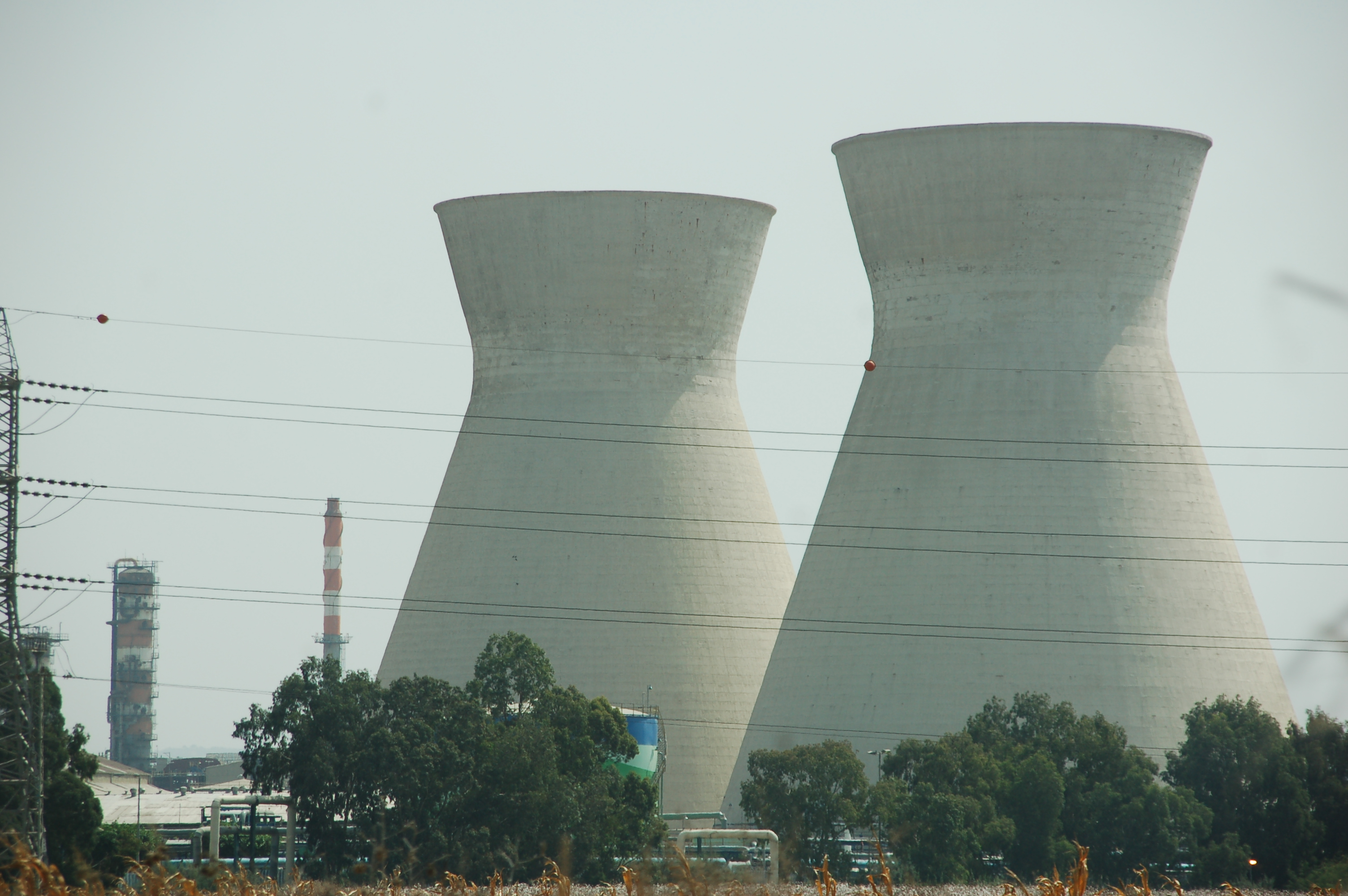
Věže areálu Haifské rafinérie

Byla založena roku 1938. Jde o firmu zaměřující se na petrochemický průmysl (zpracování ropných produktů). Je obchodována na Telavivské burze cenných papírů a je zařazena do indexu TA-25. Provozuje Haifskou rafinérii, která leží na severovýchodním okraji města Haifa. Jde o největší rafinérii v Izraeli. Firma má roční kapacitu cca 9,8 milionů tun surové ropy. Vyrábí pohonné hmoty a další ropné produkty například pro zemědělství. Zhruba 75 % produkce míří na domácí trh, zbytek je exportován. Působí rovněž v chemickém průmyslu prostřednictvím svých dceřiných společností Carmel Olefins a Gadiv Petrochemical Industries. Vyrábí elektřinu a teplo pro průmyslové podniky v okolí rafinérie. Zhruba 37% podíl v podniku ovládá Israel Corporation, cca 30 % drží Israel Petrochemical Enterprises. Přes 30 % je veřejně obchodováno. Prezidentem firmy je Josi Rosen, výkonným ředitelem Pinchas Buchris.
Podle dat z roku 2010 byla firma Bazan největším podnikem v sektoru chemického průmyslu a průmyslu zpracování minerálů v Izraeli podle tržeb, které roku 2010 dosáhly 25,354 miliardy šekelů.